# Sclerochloa
Sclerochloa là một chi thực vật có hoa trong họ Hòa thảo (Poaceae).

## Loài
Chi Sclerochloa gồm các loài: